# Volkswagen Eos
Volkswagen Eos je coupé-cabriolet čija prodaja je započela u proljeće 2006. godine. 
Eos nasljeđuje kabrioletsku inačicu Golfa. On je ujedno i prvi Volkswagenov sportski coupé nakon Corrada, čija je proizvodnja prestala 1995. Eos platformu i komponente dijeli s Golfom i Jettom, a ime je dobio po Eos, božici zore iz Grčke mitologije.
Automobil je po prvi put prikazan 2004. na Ženevskom autosalonu pod nazivom Concept C, a njegova serijska izvedba prikazana je u rujnu 2005. na frankfurtskom IAA. 
Eos je dostupan s četiri benzinska motora snage 115, 150, 200 i 250 KS te jednim dizelskim TDI motorom snage 140 KS.

## Facelifting
7. listopada 2010. godine Volkswagen je predstavio Facelifting Eos-a.
Prednji dio prilagođen je na novo lice VW-a kako ga već ima Golf VI. Interijer se nije promijenio puno.
Uvođenje faceliftinga je bio u siječnju 2011. godine.
- VW Eos (od 2011.)
- Pogled otraga
- Interijer